# Професионална техническа гимназия „Ичко Бойчев“
Професионална техническа гимназия „Ичко Бойчев“ в Благоевград, България е държавно училище с дългогодишен опит и традиции в обучението на професионални кадри от различни технически специалности. Наградено е с орден „Св. св. Кирил и Методий“, първа степен.
В гимназията се обучават ученици от осми до дванадесети клас, а за придобиване на професионална квалификация по професията е въведен допълнителен тринадесети клас.

## Адрес
- Благоевград, 2700
- ул. „Иван Михайлов“ 60

## История
- 1959 г. – откриване на Техникум по механотехника „Методи Алексиев“. Обучават се ученици в 3 специалности – „Топла обработка на металите“, „Двигатели с вътрешно горене“ и „Технология на машиностроенето – студена обработка“.
- 1960 г. – започва строеж на собствена сграда. Започва обучение на ученици в следните специалности – „Електротехника – силни токове“ и „Експлоатация на транспорта“.
- 1961 г. – откриване на новата сграда.
- 1963 г. – откриват се нови специалностти – „Ел. обзавеждане на промишлени предприятия“ и „Експлоатация на автомобилния транспорт“.
- 1964 г. – преименуване в Техникум по автотранспорт.
- 1967 г. – преименуване в Техникум по механо-електротехника.
- 1974 г. – окончателно завършване на стоежа на собствената сграда.
- 1975 г. – откриват се нови специалности – „Подемно-транспортни машини“, „Технология на машиностроенето – студена обработка“, „Стругар-фрезист“, „Машинист – оператор на енергетични съоръжения“, „Шлосер-монтьор“.
- 1984 г. – в гимназията се въвежда обучение на ученици от ІІ и ІІІ степен на ЕСПУ в специалностите „Оператор на металорежещи машини“ и „Монтьор на машини, апарати, уреди и съоръжения“.
- 1991 г. – открива се нова специалност – „Топлинна и хладилна техника“.
- 1995 г. – откриване на нови специалности – „Машини и апарати за очистване на въздуха“, „Промишлена естетика и дизайн в машиностроенето и електротехниката“, „Монтьор и водач на МПС“, „Монтьор на разкрояващи и шевни машини“.
- 2001 г. – откриване на нова специалност – „Управление на транспортното предприятие“.
- 2003 г. – преименуване в Професинална техническа гимназия.
- 2004 г. – за патрон се приема Ичко Бойчев, а името на училището става Професионална техническа гимназия „Ичко Бойчев“.

## Материална база
Гимназията се разполага в обширна триетажна сграда. Учениците се обучават в кабинети за отделните общообразователни предмети и в специализирани работилници по техническите дисциплини. На разположение са 2 учебни автомобила. Обучението се извършва и във фирми и предприятия в града. Разработени са библиотека, физкултурен салон.